# Anambasöarna

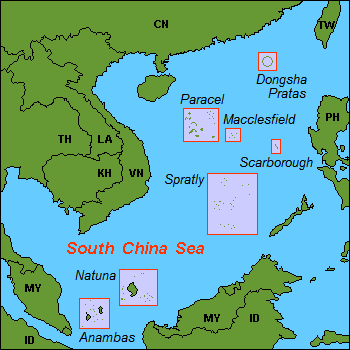
Karta över Sydkinesiska havet, med Anambasöarnas läge markerat i sydväst.

Anambasöarna (indonesiska Kepulauan Anambas) är en liten grupp atoller i Sydkinesiska havet som tillhör Indonesien och ligger mellan västra och östra Malaysia och ön Borneo. Ögruppen tillhör provinsen Kepulauan Riau och utgör där ett administrativt distrikt, Kabupaten Kepulauan Anambas. Folkmängden uppgick till 37 493 invånare vid folkräkningen 2010, på en yta av 634,37 kvadratkilometer. Den administrativa huvudorten är Tarempah, på ön med samma namn.
Öarna ligger i provinsen Kepulauan Riau, i den nordvästra delen av landet, 1 000 km norr om huvudstaden Jakarta.

## Geografi
Öarna är en grupp om cirka 140 korallatoller och revområden och ligger i norra Indonesien.
Ögruppen består av huvudöarna Jemaja Andriabu, Letung, Matak och Tarempah, samt revområden som exempelvis Acasta och Tokong Malangbiru.
Havet kring öarna är mycket rik på fisk och har stora naturgasfyndigheter.
Tropiskt regnskogsklimat råder i trakten. Årsmedeltemperaturen i trakten är 23 °C. Den varmaste månaden är oktober, då medeltemperaturen är 24 °C, och den kallaste är april, med 23 °C. Genomsnittlig årsnederbörd är 2 295 millimeter. Den regnigaste månaden är december, med i genomsnitt 375 mm nederbörd, och den torraste är mars, med 85 mm nederbörd.

## Administrativ indelning
Distriktet Kabupaten Kepulauan Anambas är indelad i sju underdistrikt (kecamatan):
- Jemaja
- Jemaja Timur
- Pal Matak
- Siantan
- Siantan Selatan
- Siantan Tengah
- Siantan Timur

## Historia
Öarna attackerades av Japan den 4 december 1941 genom bombningar av Tarempah och området ockuperades den 26 januari 1942.
Den 1 juli 2004 införlivades öarna tillsammans med Natunaöarna i den nybildade provinsen Kepulauan Riau som tidigare tillhörde Riauprovinsen.